# パラメーシュヴァラヴァルマン1世
パラメーシュヴァラヴァルマン1世（サンスクリット語: परमेश्वरवर्मन् १, ラテン文字転写: Parameśvaravarman I, 生年不詳 - 982年）は、チャンパ王国（占城国）第7王朝の第4代国王（在位：972年? - 982年）。『宋史』では波美税褐印茶（ベトナム語: Ba Mỹ Thuế Hạt Ấn Trà）および波美税陽布印茶（ベトナム語: Ba Mỹ Thuế Dương Bố Ấn Trà）、『宋会要輯稿』では波利税羯茶（ベトナム語: Ba Lợi Thuế Hạt Trà）、『大越史記全書』では篦眉税（ベトナム語: Bê Mi Thuế）と記される。

## 生涯
972年4月27日にアブー・ハサンを宋に遣使し、翌973年7月13日と974年2月5日にも朝貢した。976年に朱陀利・陳陀野らを、977年3月8日には正使に李牌、副使として李麻那、判官に李屠を遣使して越諾布・龍脳・雜香薬・丁香・煎香を献じた。978年6月19日には子の達智と共に朝貢し、翌979年12月23日にも李木吒哆を使者として宋に朝貢している。
丁朝大瞿越の丁部領と反目して安南からチャンパに逃れてきた呉日慶を受け入れた。979年10月に丁部領が暗殺されると、これを好機ととらえたパラメーシュヴァラヴァルマン1世は呉日慶に大瞿越攻めの兵を与え、その都の華閭を攻めさせた。しかしチャンパの船団は途中の小康で暴風雨に遭って壊滅し、呉日慶も命を落としたためにわずかに残った船を撤退させざるをえなかった。
これが原因で大瞿越との関係が悪化した。前黎朝大瞿越から徐穆と呉子庚が使者として派遣されてきたが、これを捕らえたために、982年に黎桓率いる大瞿越軍の侵攻を招いた（チャンパ＝大瞿越戦争 (982年)）。パラメーシュヴァラヴァルマン1世は戦死し、王都インドラプラは大瞿越軍に略奪されて破壊された。

## 参考資料
- George Cœdès (May 1, 1968). The Indianized States of South-East Asia. University of Hawaii Press. ISBN 978-0824803681
- Bruce McFarland Lockhart; Kỳ Phương Trần (January 1, 2011). The Cham of Vietnam: History, Society and Art. National University of Singapore Press. ISBN 978-9971-69-459-3
- Geetesh Sharma (2010). Traces of Indian Culture in Vietnam. Rajkamal Prakashan. ISBN 978-8190540148
- 石井米雄、桜井由躬雄 編『東南アジア史 I 大陸部』山川出版社〈新版 世界各国史 5〉、1999年12月20日。ISBN 978-4634413504。
- レイ・タン・コイ（ベトナム語版） 著、石澤良昭 訳『東南アジア史』（増補新版）白水社〈文庫クセジュ〉、2000年4月30日。ISBN 978-4560058268。
- 桃木至朗「十-十五世紀ベトナム國家の「南」と「西」」『東洋史研究』第51巻第3号、京都大学東洋史研究会、1992年12月31日、464-497頁。
- 『宋史』巻三 本紀第三 太祖三
- 『宋史』巻四 本紀第四 太宗一
- 『宋史』巻四百八十九 列伝第二百四十八 外国五 占城
- 『越史略（中国語版）』巻上 黎紀
- 『大越史記全書』本紀巻之一 丁紀 廃帝
- 『大越史記全書』本紀巻之一 黎紀 大行皇帝
- 『欽定越史通鑑綱目（中国語版）』正編巻之一 丁紀
- 『宋会要輯稿』巻百十九 蕃夷四 占城
- 『宋会要輯稿』巻百二十四 蕃夷七 歴代朝貢

| スタブアイコン | サブスタブ | この項目は、まだ閲覧者の調べものの参照としては役立たない、人物に関連した書きかけの項目です。この項目を加筆・訂正などしてくださる協力者を求めています（P:人物伝/PJ:人物伝）。 |